# Bricqueville (Calvados)
Bricqueville ist eine französische Gemeinde im Département Calvados in der Region Normandie mit 153 Einwohnern (Stand: 1. Januar 2022). Bricqueville gehört zum Arrondissement Bayeux und zum Kanton Trévières. 

## Geografie
Bricqueville liegt etwa 30 Kilometer westnordwestlich von Bayeux. Umgeben wird Bricqueville von den Nachbargemeinden Écrammeville im Norden, Trévières im Osten und Nordosten, Bernesq im Südosten, La Folie im Süden, Isigny-sur-Mer im Westen und Südwesten sowie Colombières im Westen und Nordwesten.

## Bevölkerungsentwicklung
| 1962                      | 1968 | 1975 | 1982 | 1990 | 1999 | 2006 | 2013 |
| ------------------------- | ---- | ---- | ---- | ---- | ---- | ---- | ---- |
| 234                       | 216  | 183  | 129  | 116  | 110  | 121  | 154  |
| Quelle: Cassini und INSEE |      |      |      |      |      |      |      |

## Sehenswürdigkeiten
- Kirche Saint-Pierre aus dem 13. Jahrhundert, Monument historique seit 1862

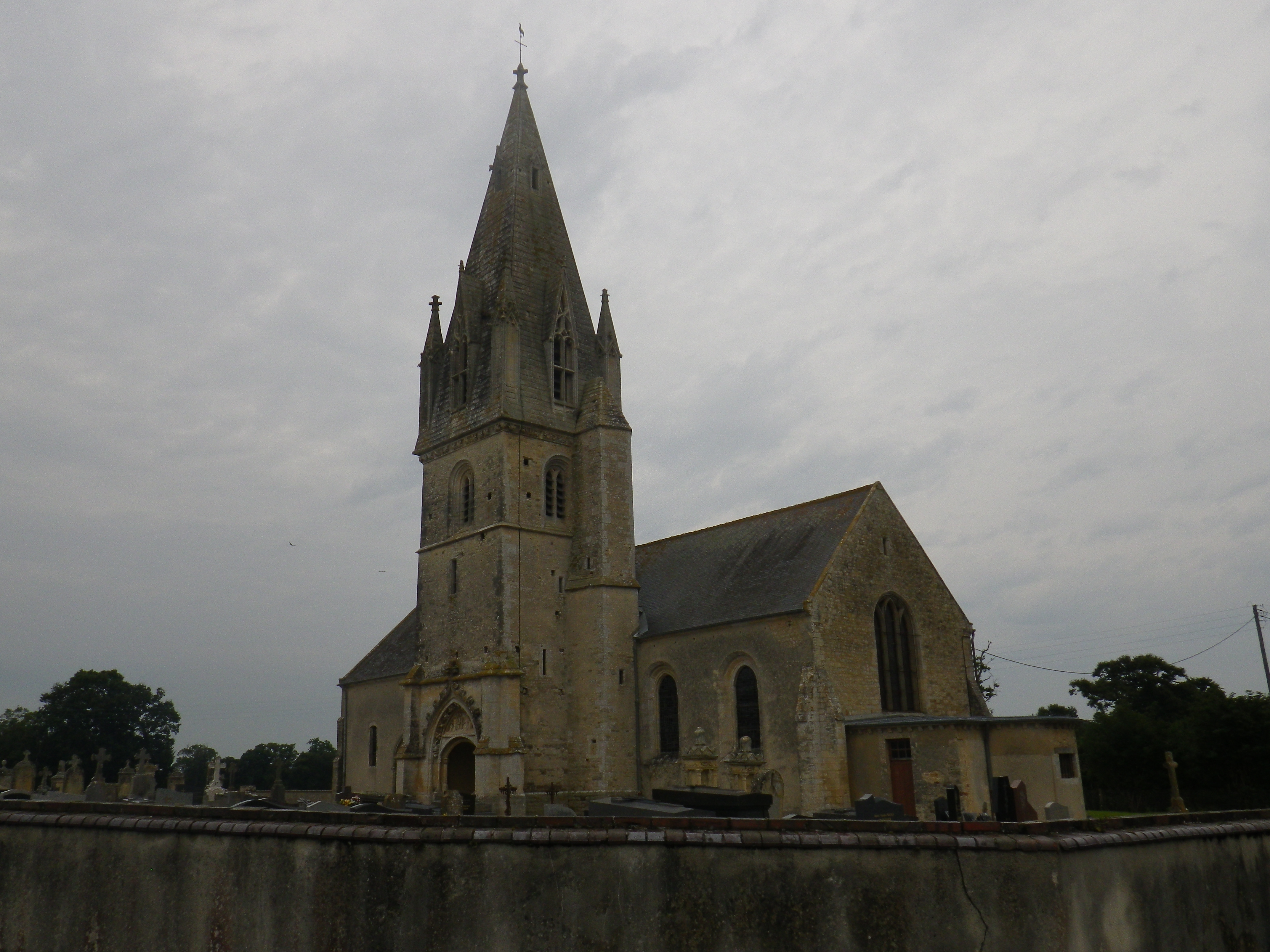
Kirche Saint-Pierre